# Бернов, Юрий Владимирович
Юрий Владимирович Бернов (18 августа 1922 — 13 июня 2002) — советский дипломат. чрезвычайный и полномочный посол.

## Биография
На дипломатической работе с 1952 года.
- В 1952—1959 годах — вице-консул СССР в Щецине, консул в Кракове, советник Посольства СССР в Польше.
- В 19—1974 годах — на ответственной работе в ЦК КПСС.
- С 3 мая 1974 по 30 сентября 1979 года — чрезвычайный и полномочный посол СССР в Гане[3].
- В 1979—1980 годах — на ответственной работе в центральном аппарате МИД СССР.
- С 1980 года — на ответственной работе в Союзе советских обществ дружбы и культурных связей с зарубежными странами (ССОД).

Скончался после тяжелой продолжительной болезни в Москве 13 июня 2002 года. Похоронен на Ваганьковском кладбище.